# Atari Flashback
Atari Flashback är en spelkonsol utgiven av Atari år 2004. Konsolen innehåller ett antal inbyggda spel som ursprungligen är släppta i slutet på 1970-talet och början av 1980-talet. Konsolen bygger egentligen på en så kallad NES-on-a-chip vilket medför att alla spel är porterade från den ursprungliga hårdvaran.
Konsolen har även fått en uppföljare kallad Atari Flashback 2.

## Inkluderade titlar

### Atari 2600
- Adventure
- Air-Sea Battle
- Battlezone
- Breakout
- Canyon Bomber
- Crystal Castles
- Gravitar
- Haunted House
- Millipede
- Saboteur
- Sky Diver
- Solaris
- Sprintmaster
- Warlords
- Yars' Revenge

### Atari 7800
- Asteroids
- Centipede
- Desert Falcon
- Charley Chuck’s Food Fight
- Planet Smashers